# Asz-Szuhajb
Asz-Szuhajb (arab. الشهيب) – wieś w Syrii, w muhafazie Hama. W 2004 roku liczyła 567 mieszkańców.